# 黎阳路街道
黎阳路街道，是中华人民共和国河南省鹤壁市淇滨区下辖的一个乡镇级行政单位。

## 行政区划
黎阳路街道下辖以下地区：
黎阳社区、怡乐园社区、锦绣园社区、福源社区、长城社区、佳和社区、胜隆社区、颖秀园社区、半坡店社区、大梁庄社区和棘针庄村。